# Hydraulisches Kraftwerk Beznau
Das Hydraulische Kraftwerk Beznau (HKB) ist ein Laufwasserkraftwerk an der Aare in Beznau, einem Ortsteil der Gemeinde Döttingen im Schweizer Kanton Aargau.

## Geschichte
Planung und Finanzierung des Kraftwerks erfolgte durch die Motor AG für angewandte Elektrizität. Der Bau der Anlage erfolgte zwischen 1898 und 1902. Die Francis-Turbinen wurden von der Bell Maschinenfabrik in Kriens hergestellt. Eine der Turbinen war an der Weltausstellung Paris 1900 ausgestellt worden.
Nachdem das Kraftwerk am Löntsch im Kanton Glarus fertiggestellt war, wurde dieses mit dem Aarekraftwerk zu einem Stromverbund zusammengefügt, welcher durch die Kraftwerke Beznau-Löntsch, eine Tochtergesellschaft der Motor AG, betrieben wurde. Die Gesellschaft wurde 1914 an die Kantone in der Nordostschweiz verkauft und in Nordostschweizerische Kraftwerke AG umbenannt, welche heute Axpo Holding heisst. Die derzeitige Konzession läuft bis 2052.

## Technik
Das Kraftwerk nutzt das Gefälle der Aare über eine Länge von 7,4 km. Es steht am Ende eines künstlichen Oberwasserkanals. Auf der Insel zwischen dem Oberwasserkanal und der Aare befindet sich das Kernkraftwerk Beznau.
Jede der elf installierten Turbinen hat bei einer Ausbauwassermenge von 418 m³/s eine Leistung von 1,77 MW, was eine Gesamtleistung von 19,5 MW ergibt. Jährlich werden ungefähr 147 Millionen Kilowattstunden Elektrizität produziert.
Seit 2001 wird zusätzlich zum Hauptkraftwerk am Ende des Oberwasserkanals auch das über das Wehr am Anfang des Kanals in die Aare zurückfliessende Wasser von einer in das Wehr eingebaute Turbine genutzt, die eine Leistung von 6 MW hat und jährlich 42 Millionen Kilowattstunden Elektrizität produziert.